# Mastodynie

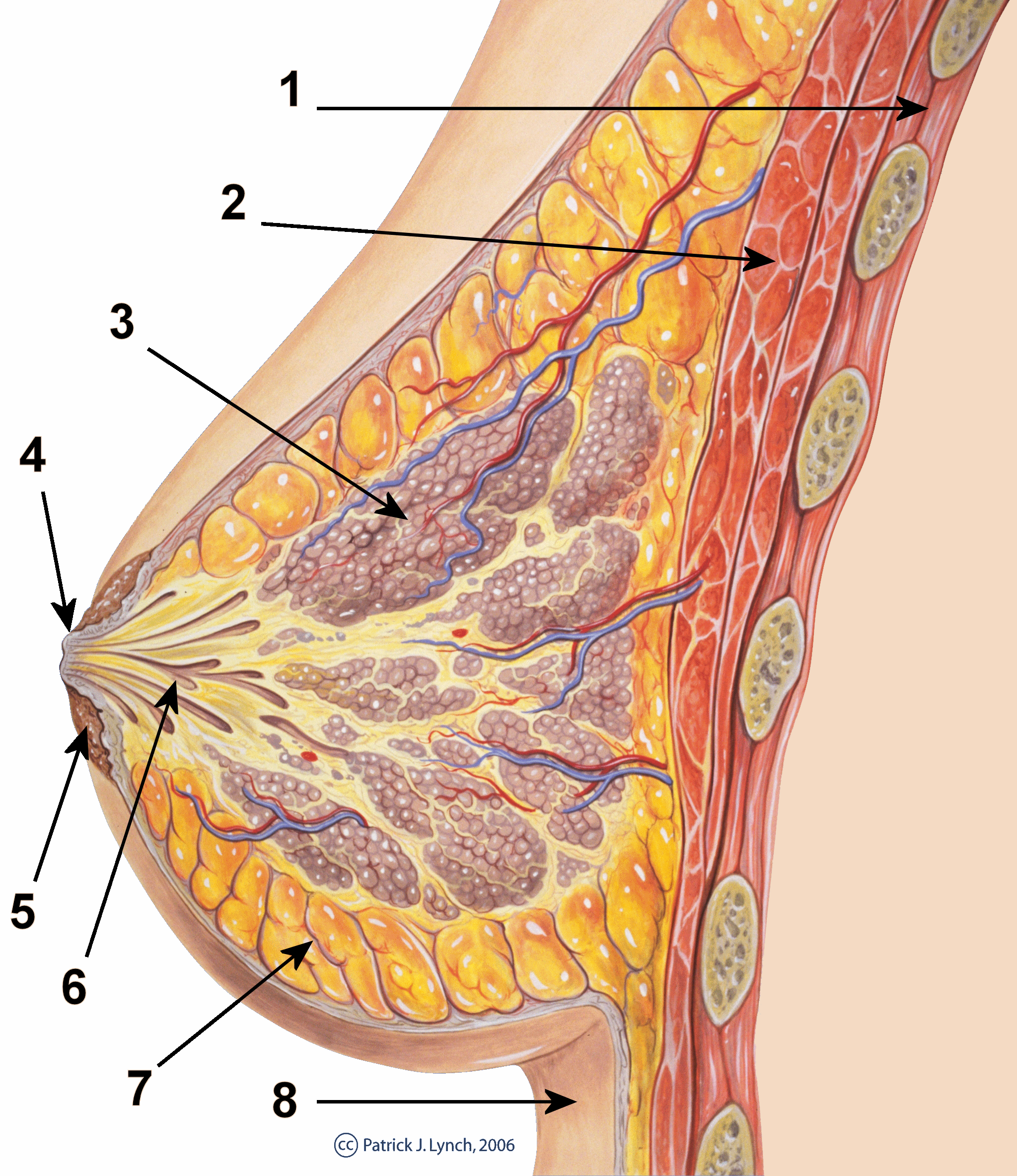
Schéma de l'anatomie d'un sein en bonne santé

En médecine, une mastodynie, aussi appelé « mastalgie » est une douleur aux sein. Ce symptôme fréquent peut s’agir d’une simple sensibilité, d’une sensation d’oppression ou de tension voire d’une douleur lancinante, aiguë, à type de brûlure.

## Symptômes
Les symptômes peuvent être des élancements, des brûlures, des crampes, des boules douloureuses, une impression de tension mammaire, des sensations douloureuses du mamelon. Parfois, les contacts deviennent douloureux : le poids du drap, le soutien-gorge ou encore le toucher peuvent être désagréables voire insupportables. Les veines superficielles peuvent être particulièrement visibles. Les douleurs du sein sont en général rythmées par le cycle menstruel, augmentent en deuxième partie du cycle (phase lutéale) et diminuent ou disparaissent dans les jours qui suivent la survenue des règles. La douleur peut être constante ou occasionnelle, localisée ou diffuse. Un seul sein peut être concerné, en cas de mastodynie unilatérale, ou les deux, alors dite bilatérale. Les hommes et les personnes transgenres peuvent être touchés, malgré une prévalence chez les femmes.

## Diagnostic différentiel
Un certain nombre de douleurs ont en réalité leur origine à l'extérieur du sein (liste non exhaustive) :
- névralgies intercostales, dans ces cas c'est le pincement et/ou la compression de nerfs situés dans la colonne vertébrale qui peuvent faire croire à une mastodynie voire un arrêt cardiaque, typiquement après un faux mouvement ou un mauvaise posture prolongée ;
- douleurs vertébrales, sternales ;
- syndrome de Cyriax (subluxation post traumatique des 8e, 9e et 10e côtes, avec point douloureux précis), etc.

## Causes

Cycle hormonal féminin

Les mastodynies hormonales sont de loin les causes les plus fréquentes et font partie du syndrome prémenstruel qui est tout à fait banal ; apparaissant alors souvent dans les deux à trois jours précédant les règles, et peuvent s’interrompre avec les règles ou se poursuivre jusqu’à la fin de celles-ci. En effet, à partir de l'ovulation, les seins augmentent de volume. La tension prémenstruelle n'est pas un signe de dérèglement hormonal mais un indicateur du fonctionnement cyclique de la femme et des modifications simultanées de la structure interne du sein. Les mastodynies ne sont pas alors isolées mais incluses dans un tableau de dysfonctionnement ovarien avec hyperœstrogénie : cycles perturbés (trop longs ou trop courts), métrorragies (pertes de sang en dehors de la période des règles), prise de poids rapide, troubles de l’humeur, douleurs pelviennes... Dans ce contexte de mastose hormonodépendante, l'examen gynécologique montre une glaire cervicale abondante et parfois un kyste fonctionnel de l'ovaire confirmé par l'échographie. La mammographie ne montre aucune opacité anormale et révèle des glandes mammaires denses, confirmant le diagnostic. L'échographie du sein peut trouver un kyste mammaire. Toutefois, si ces douleurs sont normales, elles doivent demeurer légères.
Ce type de douleurs peut également survenir au cours de la grossesse où une tension aux seins est souvent le premier symptôme avant le retard de règles, mais aussi dans la période de préménopause, étant le théâtre de changements et donc déséquilibres hormonaux.
Certains médicaments peuvent également provoquer ces mastodynies hormonales. Parfois la mastodynie est liée à des lésions organiques, ce qui explique la nécessité d'examens cliniques et paracliniques soigneux. Certains troubles psychologiques (stress, facteurs émotionnels) peuvent également provoquer des mastodynies.
Une douleur mammaire localisée est habituellement provoquée par une anomalie focalisée qui provoque une tuméfaction, comme un kyste mammaire et plus rarement une infection mammaire comme un abcès. Une douleur diffuse peut être le résultat d’une masse mammaire bénigne comme une dystrophie fibrokystique ou un fibroadénome.
Par ailleurs, les femmes ayant des seins très volumineux peuvent aussi avoir mal aux seins, causé par la tension du poids sur les ligaments.

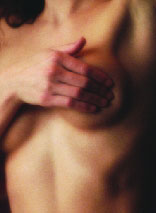
Autoexamen des seins

Les mastodynies sont aussi des symptômes des cancers du sein, mais il est important de noter que la majorité des cancers du sein ne provoquent pas de douleur d'où l'importance des dépistages. Dans la plupart des cas l'origine n'est pas un cancer mais plutôt hormonale, nerveuse ou veineuse, il ne faut donc pas s'alarmer trop rapidement. Un examen visuel puis une palpation est une première étape pour déceler un cancer du sein. Examen visuel personnel : observer minutieusement ses seins, debout face au miroir ; d’abord les bras le long du corps, l’observation se poursuit avec les mains sur les hanches, puis les bras levés, et enfin, en se penchant en avant. L’objectif de cet examen visuel est de déceler tout changement de forme, de taille ou de contour des seins, et d’observer tout aspect inhabituel de la peau du sein, comme une rougeur. Autopalpation : toujours en position debout, l’idéal est d’utiliser deux doigts du milieu de la main, sans trop appuyer, pour palper toutes les zones de la glande mammaire et de l’aisselle. Des petits cercles allant de l’extérieur vers l’intérieur du sein ou des gestes suivant des lignes verticales peuvent être effectués. La zone située entre le sein et l’aisselle doit aussi être palpée, tout comme le mamelon que l’on peut presser légèrement pour s’assurer de l’absence d’écoulement. La palpation permet de repérer une éventuelle bosse ou masse suspecte, mais aussi un changement possible de texture de la peau ou du sein. S'il est observé la présence d’un épaississement ou d’une masse dans le sein ; une sensation de douleur ou de brûlure ; la présence d’un sein déformé ; la palpation de petites boules (nodules) au niveau des aisselles ; une sensibilité atypique du mamelon ; un changement de position ou d’orientation du mamelon (mamelon inversé, etc.) ; un écoulement provenant du mamelon à la pression ; un saignement mammaire ; un changement de texture ou d’apparence de la peau (couleur rouge, aspect peau d'orange, éruption cutanée, croûtes), il est conseillé de consulter.

## Traitement
Les traitements ne sont pas toujours nécessaires, seules 15 % des patientes y ont recours. Les mastodynies qui durent, qui reviennent tous les mois régulièrement voire mastopathies, nécessitent cependant une thérapeutique à base de progestérone par voie locale ou générale. En effet, en cas de mastodynie secondaire à une pathologie, la cause doit être prise en charge. Une douleur forte et/ou localisée, une rougeur, un sein chaud ou un gonflement doivent amener à consulter rapidement. Par ailleurs, il est nécessaire de voir un gynécologue devant une douleur qui persiste plus d’un mois et qui ne semble pas liée au cycle.
Les veinotoniques ou les anti-inflammatoires non stéroïdiens peuvent également soulager la patiente et sont la plupart du temps suffisants surtout lorsqu'il s'agit d’une mastodynie liée au cycle menstruel. Le paracétamol est donc à privilégier dans un premier temps et si insuffisant les molécules comme le danazol ou le tamoxifène peuvent plus adaptés.
L'huile d'onagre peut réduire la gravité de la mastalgie.
Enfin, le port d’un soutien-gorge adapté peut permettre d’atténuer les douleurs liées au cycle, à la grossesse ou à une poitrine volumineuse.

## Mastose
La mastose correspond à une affection bénigne des seins. Ils sont décrits comme granuleux, douloureux, gonflés. Cette affection est en lien avec des changements fibrokystiques et peut augmenter le pronostic de cancer du sein. Celle-ci peut aussi avoir un lien avec le cancer du sein.